# Ozineus nyssodroides
Ozineus nyssodroides är en skalbaggsart som beskrevs av Friedrich F. Tippmann 1960. Ozineus nyssodroides ingår i släktet Ozineus och familjen långhorningar. Inga underarter finns listade i Catalogue of Life.